# Kahntah River
Der Kahntah River ist ein ca. 280 km langer linker Nebenfluss des Fontas River im Nordosten der kanadischen Provinz British Columbia.

## Flusslauf
Der Kahntah River verläuft östlich der kanadischen Rocky Mountains auf dem Alberta Plateau, das zu den südlichen borealen Hochebenen (Southern Boreal Plains And Plateaus) der Interior Plains gehört. Der Fluss entspringt in den Milligan Hills auf einer Höhe von etwa 900 m. Er fließt in überwiegend nördlicher Richtung durch eine boreale Landschaft. Er bildet entlang seiner gesamten Fließstrecke unzählige enge Flussschlingen flankiert von einer Sumpflandschaft bestehend aus meist verlandeten Altarmen. Bei Flusskilometer 168 trifft der Dahl Creek von links auf den Kahntah River. Nach weiteren 15 Kilometern mündet der Cautley Creek (143 km lang), der größte Nebenfluss, von Osten kommend auf den Kahntah River. Der Kahntah River trifft schließlich auf einer Höhe von etwa 380 m auf den nach Westen fließenden Fontas River. 35 Kilometer Luftlinie südlich der Mündung liegt unweit des rechten Flussufers die Flugpiste Kahntah (CKN3). 

## Einzugsgebiet
Der Kahntah River entwässert eine Fläche von etwa 1450 km². Das Einzugsgebiet reicht im Süden bis zum Milligan Hills Provincial Park und im Osten bis an die Provinzgrenze zu Alberta. Es grenzt im Nordosten an das Einzugsgebiet des Etthithun River, ein Nebenfluss des oberen Fontas River. Im Südosten grenzt es an das Einzugsgebiet des Chinchaga River, Nebenfluss des Hay River, im Südwesten an das des Beatton River, Nebenfluss des Peace River, sowie im Westen an das des Gutah Creek, Nebenfluss des Sikanni Chief River.